# Де Наполи, Фернандо
Фернандо Де Наполи (итал. Fernando De Napoli; 15 марта 1964, Кьюзано-ди-Сан-Доменико) — итальянский футболист, полузащитник.

## Карьера
Фернандо Де Наполи — воспитанник клуба «Авеллино», однако в «большом» футболе он дебютировал в клубе серии С «Римини», куда был отдан в аренду в 1982 году. В декабре 1983 года Де Наполи вернулся в «Авеллино» и в феврале следующего года дебютировал в первой команде клуба в матче с «Асколи». В «Авеллино» Ди Наполи провёл 3 сезона, клуб в это время «болтался» в середине таблицы серии А, не претендуя на еврокубки, но и не находясь под угрозой вылета. В те же годы Де Наполи дебютировал в молодёжной сборной Италии и даже стал одним из лидеров этой команды, а в 1986 году даже был вызван в первую сборную Италии, в составе которой дебютировал 11 мая 1986 года против Китая, а через месяц он, в составе сборной поехал на чемпионат мира, став первым игроком «Авеллино», удостоенным такой чести. На «мундиале» Де Наполи провёл 4 матча, вплоть до 1/ 8 финала, где Италия проиграла Франции 0:2. После чемпионата мира за Де Наполи началась настоящая «охота» среди ведущих итальянских клубов, включая «Ювентус», «Милан» и «Наполи», которому Де Наполи и предпочёл остальные команды, потому что с детства болел за неаполитанский клуб, и потому что в «Наполи» играл уже тогда великий Диего Марадона, лучший футболист мира.

«Я мог уйти в „Милан“ или в „Юве“, но я выбрал Неаполь, потому что я мог сыграть с Марадоной, оставаться близко к моему дому и надеть футболку, о которой мечтал с детства»

В первом же сезоне с «Наполи», Де Наполи выиграл свой первый титул — чемпионат Италии, а в 1990 году повторил этот успех, также он выиграл с командой кубок и суперкубок Италии, а также Кубок УЕФА. Де Наполи, вместе с Марадоной, Баньи и Карекой стал символом побед «Наполи» конца 1980-х годов. В те же годы Де Наполи оставался игроком основного состава сборной Италии, выступая с ней на двух турнирах Евро-1988, на котором Италия проиграла сборной СССР в полуфинале и на чемпионате мира 1990, где Италию, вновь в полуфинале, остановила, на этот раз Аргентина. В 1992 году Де Наполи неожиданно перешёл в «Милан», который предложил игроку зарплату в 1,8 млн долларов за сезон, что просто разъярило неаполитанских тиффози, обвинивших игрока в «продажности». В составе «Милана» Де Наполи дебютировал 28 октября 1992 года в матче против «Кальяри», который завершился со счётом 0:0 и провёл за клуб 2 сезона, однако ни показывать игры, сравнимой с выступлением за «Наполи», ни даже завоевать место в основе «россонери» Ди Наполи не смог, проведя лишь 17 матчей на всех уровнях, хотя и выиграл два чемпионата и два суперкубка Италии на внутренней арене, а также Лигу Чемпионов и Суперкубок УЕФА на европейской. Последний матч за «Милан» Де Наполи провёл 1 мая 1994 года против клуба «Реджана» (поражение «Милана» 0:1), в который он и перешёл по окончании сезона и выступал за команду до конца своей карьеры. В 1997 году Де Наполи решил «повесить бутсы на гвоздь», он стал генеральным менеджером «Реджаны» и пробыл на этой должности до 2005 года.

## Достижения
- Чемпион Италии: 1987, 1990, 1993, 1994
- Обладатель кубка Италии: 1987
- Обладатель кубка УЕФА: 1989
- Обладатель суперкубка Италии: 1990, 1993, 1994
- Победитель Лиги Чемпионов: 1994
- Обладатель суперкубка УЕФА: 1994

## Награды
- Кавалер ордена «За заслуги перед Итальянской Республикой» (30 сентября 1991 года)[3].